# La Vieille Charité
La Vieille Charité è un edificio in stile barocco che si trova all'interno del quartiere Le Panier di Marsiglia e che aveva la funzione di ospizio dei poveri.
L'idea di un ospizio per i poveri risale al 1622 ma la costruzione iniziò solo nel 1671 su progetto dell'architetto Pierre Puget e fu completata nel 1749 sotto la direzione di suo figlio François. La cappella centrale fu eretta tra il 1679 e il 1704.

## Architettura
Il corpo principale della struttura è un rettangolo, 112 metri per 96 metri, composto da quattro pareti in pietra molassa di colore rosa e giallo proveniente dalle antiche cave di Cap Couronne, senza finestre affacciate verso l'esterno. 

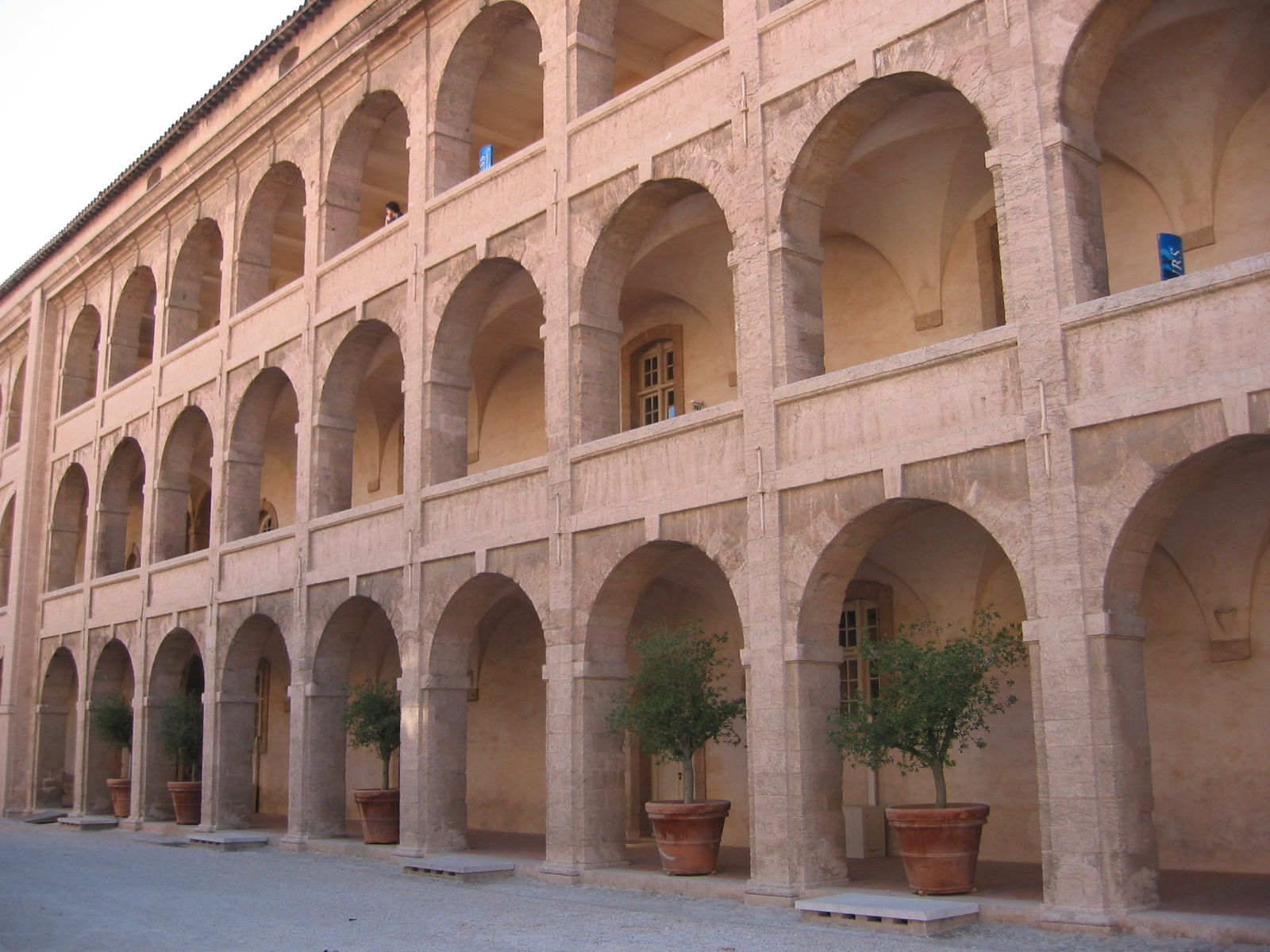
Il cortile interno della Vieille Charité

All'interno si trovano tre gallerie ad arcate sovrapposte che si aprono su un cortile interno di 82 per 45 metri quadri, all'interno del quale si trova una cappella centrale sormontata da una cupola ellittica e fronteggiata da un portico in stile classico con colonne corinzie.

## Storia
Nel XVII secolo in Francia la repressione dei mendicanti veniva condotta con grande brutalità e quelli catturati venivano espulsi o rinchiusi in prigione. Gli ospizi fungevano da case lavoro per i mendicanti e dove i bambini venivano avviati a lavori come domestici, mozzi o apprendisti presso sarte o panettieri.
Risparmiato durante la Rivoluzione francese, l'edificio fu utilizzato come asilo per i vagabondi nel XIX secolo e successivamente trasformato in caserma della Legione Straniera fino al 1922, quando venne usato per alloggiare gli sfollati a seguito delle demolizioni del Panier e successivamente del Porto Vecchio durante la Seconda Guerra Mondiale.
Negli anni 50 e 60 l'edificio, devastato da abusivi, saccheggiatori e vandali, ospitava 146 famiglie che vivevano in condizioni squallide ed insicure, un gruppo di circa 30 piccole sorelle di Gesù e diverse piccole imprese. Nel 1962 tutti i residenti furono sfollati e l'edificio venne chiuso finché nel 1968, grazie all'intervento del ministro della Cultura André Malraux, si disposero i fondi per il restauro della La Vieille Charité, che avvenne tra il 1970 e il 1986.

## Uso attuale
La cappella e l'ospizio sono classificati come monumento storico dal 1951 e oggi sono utilizzati come museo e centro culturale.